# Жіноча збірна України з пляжного футболу
Жіноча збірна України з пляжного футболу — національна команда, яка представляє Україну на міжнародних змаганнях з пляжного футболу серед жінок.

## Історія

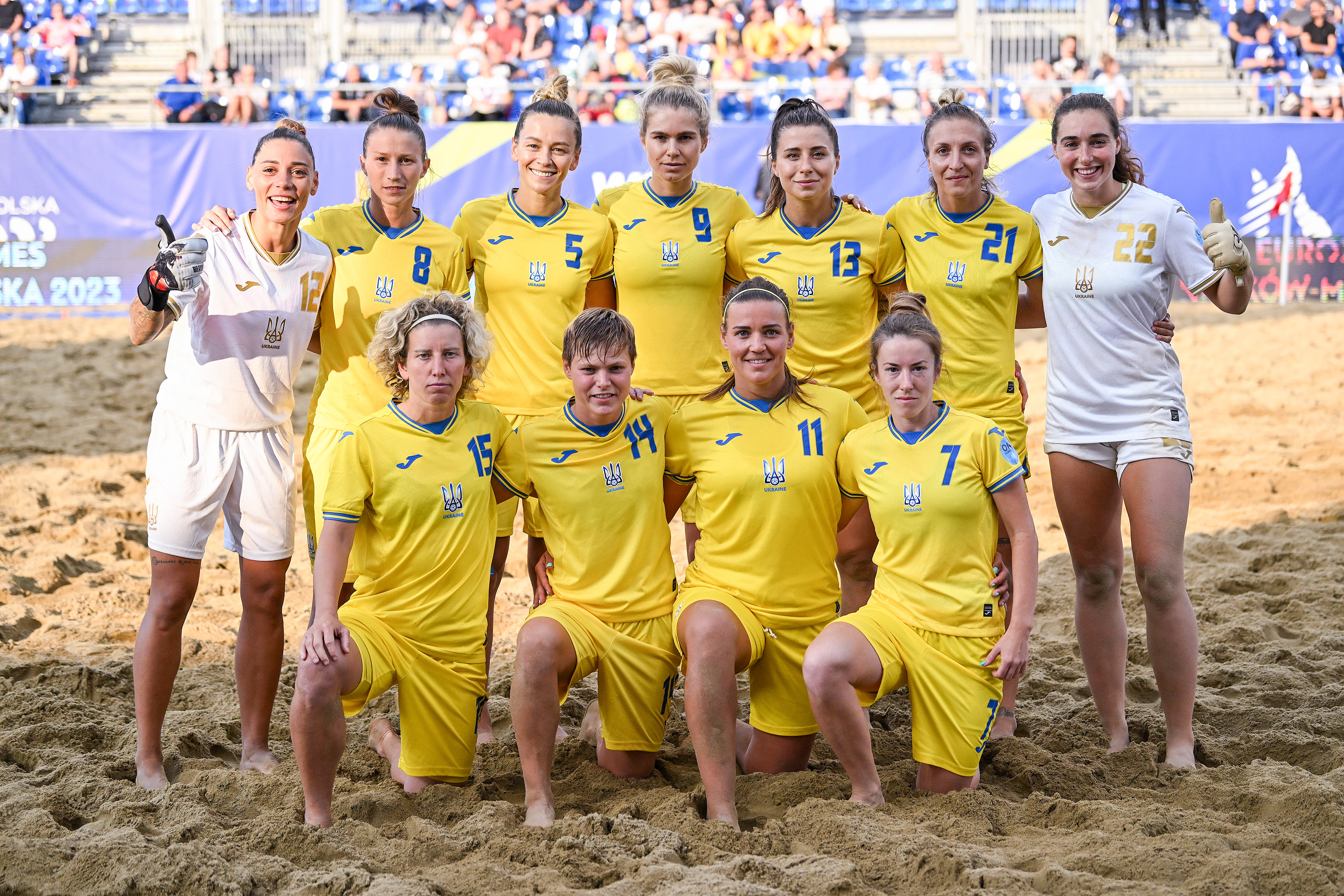
Жіноча збірна України з пляжного футболу на Європейських іграх 2023

8 червня 2021 року Всесвітня організація пляжного футболу оприлюднила список учасників жіночої Євроліги, серед яких значилася і збірна України.
13 червня збірна провела тренування в Гідропарку, а вже на наступний день вирушила на Кубок Європи.
Дебютантки турніру виступали у групі А разом з Іспанією, Швейцарією та Нідерландами. У підсумку збірна України посіла третю сходинку у групі і здобула право поборотися за п'яте місце на турнірі. У стиковому поєдинку українки переграли Чехію з рахунком 2:0 і вибороли п'яте місце. Гравчиня збірної України Анастасія Терех стала найкращою воротаркою турніру.

## Поточний склад
Гравчині, які потрапили в заявку на Євролігу-2021.
| № | Поз. | Нац. | Гравець              |
| - | ---- | ---- | -------------------- |
| 1 | ВР   |      | Анастасія Терех      |
| 3 | ЗХ   |      | Анна Давиденко       |
| 4 | ЗХ   |      | Олена Підгорна       |
| 5 | НП   |      | Анастасія Кліпаченко |
| 6 | НП   |      | Діана Бєлякова       |
| 7 | НП   |      | Марія Тихонова       |

| №  | Поз. | Нац. | Гравець                 |
| -- | ---- | ---- | ----------------------- |
| 8  | НП   |      | Юлія Дехтяр (капітанка) |
| 11 | НП   |      | Мирослава Випасняк      |
| 12 | ВР   |      | Наталія Митрофанська    |
| 14 | НП   |      | Юлія Шевченко           |
| 15 | НП   |      | Юлія Христюк            |
| 18 | НП   |      | Альона Кирильчук        |

## Останні матчі
| 1 тур 17.06.2021 / четвер | Україна                          | 2 : 4                            | Іспанія                                    | Назаре, Португалія                   |  |
| 16:45 EET (UTC+2)         | - Давиденко 14' - Кліпаченко 32' | протокол повний матч відео голів | - Асенсіо 9' - Фреснеда 12', 29' - Туї 18' | Суддя: Інгілаб Мамадов (Азербайджан) |  |
|                           |                                  |                                  |                                            |                                      |  |

| 2 тур 18.06.2021 / п'ятниця | Швейцарія                                                          | 6 : 1                            | Україна       | Назаре, Португалія                |  |
| 12:45 EET (UTC+2)           | - Грютер 6' - Моргер 7', 32' - Келлер 15' - Шенк 27' - Вінценц 35' | протокол повний матч відео голів | - Тихонова 3' | Суддя: Джіонні Маттіколі (Італія) |  |
|                             |                                                                    |                                  |               |                                   |  |

| 3 тур 19.06.2021 / субота | Нідерланди                           | 3 : 4                            | Україна                                                  | Назаре, Португалія |  |
| 12:45 EET (UTC+2)         | - Дрост 5' - Нідія 10' - Вершоор 31' | протокол повний матч відео голів | - Терех 6' - Випасняк 11' - Кліпаченко 20' - Христюк 31' |                    |  |
|                           |                                      |                                  |                                                          |                    |  |

| Матч за 5 місце 20.06.2021 / неділя | Україна                        | 2 : 0                            | Чехія | Назаре, Португалія |  |
| 10:30 EET (UTC+2)                   | - Тихонова 1' - Кліпаченко 28' | протокол повний матч відео голів |       |                    |  |
|                                     |                                |                                  |       |                    |  |